# Gilabert de Próixita
Gilabert de Próixita, anche noto, nella storiografia italiana, come Gilberto da Procida (Valencia, 1370 – Genova, 4 dicembre 1405), è stato un poeta valenzano della cui opera ci sono pervenuti ventuno componimenti in lingua occitana.
Il suo primo curatore gli attribuisce un renovellament (rinnovamento) della poesia catalana attraverso l'incorporazione di idee italiane e francesi all'interno del modello dell'amor cortese attinto dai trovatori classici.

## Biografia
Gilabert era un membro di una famiglia di origine napoletana, i da Procida, favorita dagli Hohenstaufen e poi da Pietro III d'Aragona, e che era emigrata nel Regno di Valencia agli inizi del XIV secolo. Gilabert era il quinto figlio di Nicolau de Próxita (Nicola da Procida, secondo la storiografia italiana) ed Elvira de Centelles. Con i suoi fratelli più anziani Olfo e Tommaso partecipa alla spedizione di Sicilia sotto Martino l'Umanista nel 1392. Nel 1395 lui e suoi fratelli prendono parte alla spedizione di Giovanni per la Sardegna e Sicilia.
Nel 1396, tornato a Valencia, Gilabert viene coinvolto nel conflitto tra i Centelles e i Vilaragut e nel maggio di quest'anno viene mandato, insieme ai capi delle fazioni, in esilio dal consiglio cittadino. L'11 novembre del 1398 lui e qualche altro cavaliere capeggiano una banda di Centelles, tra cui quaranta uomini d'arme, in una scaramuccia contro Pere de Vilaragut; viene imprigionato di nuovo e riottiene la sua libertà solo nell'ottobre del 1399.
Il 4 dicembre del 1405, secondo un documento scoperto nell'Arxiu Municipal de València (archivio municipale di Valencia) da Lluís Cerveró i Gomis, Gilabert muore a Genova mentre è al servizio di papa Benedetto XIII, lasciando una vedova, Bernarda de Valeriola, che si risposa con Guillem Ramon de Centelles, e una figlia, Joana. Viene sepolto nella cappella familiare di Sant Honorat nel convento di Sant Domingo de València.

## Poesia
Gilabert era praticamente sconosciuto fino a quando le sue poesie non vennero pubblicate in un'edizione moderna di Martí de Riquer in Poesies (Els Nostres Clàssics: Barcellona, 1954). Molte delle sue poesie si trovano soltanto nel Cançoner Vega-Aguiló, il quale ha subito danneggiamenti a causa della scarsa umidità, rendendo molta parte del suo lavoro illeggibile ad occhio nudo. Le tecniche innovative all'ultravioletto hanno tuttavia permesso di superare queste difficoltà, e oggi le sue poesie sono state copiate nella loro interezza. Il Vega-Aguiló registra il loro autore soltanto come "Próxita", ma la biblioteca dell'Escorial contiene un canzoniere occitano del XVI secolo con alcuni lavori di "Mossèn Gilabert de Próxita", poeta.

### Prosodia e lingua
Gilabert usava diversi metri: settenario, ottonario e soprattutto decasillabo. Alcune sue poesie variano il metro, ma sempre intenzionalmente: Gilabert non è secondo a nessuno nella sua generazione nella perfezione del suo metro, che sembra essere influenzato dagli standard del Consistori del Gay Saber di Tolosa.
Sebbene Gilabert scriva in occitano letterario, chiaramente ispirato ai trovatori classici, il suo linguaggio non è sprovvisto di influenze catalane, specialmente laddove l'idioma adottato è carente di una soluzione linguistica specifica, perciò Gilabert ha un vocabolario più ricco dei suoi contemporanei catalani.

### Tema
La poesia sopravvissuta di Gilabert è uniforme nel tema: una trattazione soggettiva dell'amore e dei vari stati emotivi che fa sorgere nel poeta. La sua poesia è completamente povera di riferimenti o allusioni a qualsiasi situazione storica o oggettiva e non è mai narrativa o aneddotica. I soli "indizi" che possono essere raccolti nel complesso della sua opera riguardano il fatto che egli fosse un cavaliere, sua moglie proveniva da uno strato sociale più elevato e una delle sue poesie venne presentata a un novell consistori (nuovo concistoro), probabilmente il Consistori de Barcelona, fondato nel 1393.
I temi che dominavano la poesia occitana alla fine del XIII secolo dominano la poesia di Gilabert alla fine del XIV, in una forma particolarmente esagerata. Egli è più grande dei trovatori, comunque, nei suoi dettagli originali e nell'accuratezza della sua espressione. Alla signora a cui promette il vassallaggio si presenta come un umile e fedele servitore, disposto a soddisfare qualsiasi suo desiderio, anche a costo di essere ucciso. Gilabert è essenzialmente feudale nella sua terminologia.
Gilabert si sofferma sulla crudeltà (cruseltat granda) della signora e il llanguiment (infermità) del poeta, il suo amore, che lo spinge agli estremi (come la morte) e all'ossessione. Questo lo proietta ad altezze più grandi di eloquenza poetica rispetto alla maggior parte dei suoi contemporanei catalani. Condivide tale ossessione con Andreu Febrer. I versi 
del Pus que vos play, dompna, que res no us dia erano quasi certamente nella mente di Jordi de Sant Jordi quando egli iniziava il suo famoso Stramps.

### Stile
Gilabert, nonostante la sua espressività e soggettività, non è un poeta introspettivo; può essere ripetitivo e artificiale. Sebbene talvolta si perda in spiegazioni lunghe e prolisse, non si smarrisce nel trobar ric, come il suo contemporaneo Andreu Febrer. La sua scrittura è grammaticalmente impeccabile. La maggior parte delle sue immagini e metafore non sono originali, come il "Castell d'Amor" (castello d'amore), ma sono attuali per il suo tempo. Le sue allusioni militari sono più efficaci perché originano da esperienze personali. Altri ornamenti della poesia di Gilabert, come percorso di una possibile lettura del poeta, sono la storia dell'uccello bruciato per aver volato in prossimità del sole e l'alchimista folle.
Per due poesie Gilabert adotta una ballade in stile francese, allora una novità in Catalogna: Mals perladors vulh per tostemps maldir e Lo cor e·lhs huelhs m'an lo cors mis en pena. I temi, come il lausengiers (il geloso), restano però trobadorici, e le composizioni sono pervase dall’ambiente semi-cavalleresco della Valenza del 1400 ca.
Vi è similarità tra la frase di Gilabert, de valor coronada, e quella di Dante coronata e vestita d'umilitate, ma l'incoronazione è la sola cosa in comune. L'"umiltate" di Dante dà un senso di virtù, ma il "valor" di Gilabert è nel tenore puramente feudale/cavalleresco. Egli si considera de la mainada ("della mesnada") della sua dona (signora), come lo era del re e della fazione durante la sua carriera militare. Era più vicino al suo antico trovatore classico del 1200 ca. che agli italiani del suo tempo, sebbene la sua poesia mostri una certa familiarità con Dante. In Dona del mon no·s pens que per amors Gilabert tenta di mantenere il nome della signora (e sua amante) segreto, per timore che lei abbia altri che credano di essere amati da lei. Inserisce alcune parole nella poesia specificamente per la signora alla quale è dedicata, e a cui è stato servitore per nove anni. Esiste un parallelo tra la signora innominata di Gilabert e la donna-schermo dellaVita nuova di Dante.